# 神洞村
神洞村（かんぼらむら）はかつて岐阜県武儀郡に存在した村である。
現在の美濃市神洞に該当する。

## 歴史
- 1889年（明治22年）7月1日 - 町村制により、神洞村が発足。
- 1897年（明治30年）4月1日 - 長瀬村、片知村、蕨生村と合併し、下牧村が発足。同日神洞村は廃止。